# Fackelreiter-Verlag
Der Fackelreiter-Verlag war ein Verlag in Werther, Hamburg und Berlin von 1922 bis 1933.

## Geschichte
1919 gründete Walter Hösterey (Walter Hammer) die Zeitschrift Junge Menschen und einen dazugehörenden Verlag in Hamburg.
Am 31. Mai 1922 gründete er auf dessen Grundlage den Fackelreiter-Verlag in Werther bei Bielefeld, in den er die Zeitschrift und den bisherigen Verlag einfließen ließ. Er publizierte dort vor allem reformpädagogische Schriften zur Jugendbewegung.
Im März 1925 verlegte er den Verlag nach Hamburg-Bergedorf, Lohbrügge, Höperfeld 45. Dort veröffentlichte er vor allem  gesellschaftskritische Schriften, darunter einige mit Erlebnisberichten aus dem Ersten Weltkrieg. Der Fackelreiter-Verlag entwickelte sich in dieser Zeit zum wichtigsten pazifistischen Verlag im Deutschen Reich.
Ende 1931 zog er nach Berlin in die Bleibtreustraße 31 um.
Seit dem Machtantritt der Nationalsozialisten im Januar 1933 verschlechterte sich dessen wirtschaftliche Lage, da viele Buchhandlungen seine Publikationen nicht mehr führten. 16 Titel wurden als unerwünscht erklärt.
Im März wurde Walter Hösterey kurzzeitig verhaftet und der Verlag durchsucht. Bei der Bücherverbrennung im Mai wurden umfangreiche Buchbestände des Verlages vernichtet, was praktisch dessen wirtschaftliches Ende bedeutete.
Walter Hösterey versuchte im August 1933, den Verlag unter dem neuen Namen Uhlenhorster Buch und Bild GmbH in Hamburg mit unverfänglichem Programm weiterzuführen, was jedoch bald entdeckt wurde. Er ging in die Emigration und löste den Verlag auf.
Einige Archivalien konnten zunächst erhalten bleiben, verbrannten jedoch 1945 in den Kriegsgeschehnissen.

## Publikationen

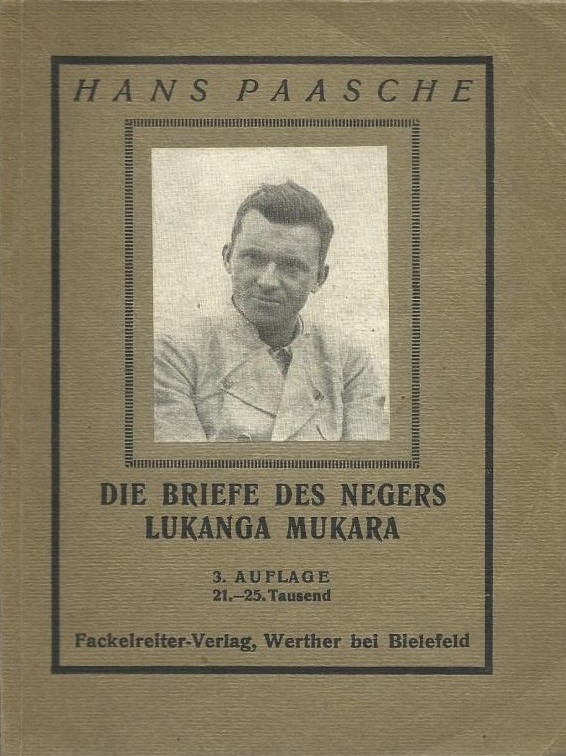
Hans Paasche, Die Forschungsreise des Afrikaners Lukanga Mukara ins innerste Deutschland

Im Fackelreiter-Verlag erschienen etwa 40 Bücher mit pädagogischem, gesellschaftskritischen und pazifistischem Inhalt. Die erfolgreichsten wurden Die Forschungsreise des Afrikaners Lukanga Mukara ins innerste Deutschland (1921), Vier von der Infanterie (1929) und Wahn-Europa 1934 (1931). 16 Titel wurden nach 1933 verboten oder als unerwünscht erklärt.
Es sind alle bekannten Titel angegeben.

### Verlag Junge Menschen 1921
Im Verlag Junge Menschen als Vorläufer des Fackelreiter-Verlages erschienen zwei Bücher und die Zeitschrift Junge Menschen.
- Hans Paasche: Die Forschungsreise des Afrikaners Lukanga Mukara ins innerste Deutschland, 1921, mehrere Neuauflagen bis 1929, 60.000 verkaufte Exemplare, DigitalisatText im Projekt Gutenberg-DE
- O. Wanderer [Otto Buchinger]: Paasche-Buch, 1922

### Werther 1922–1925
- Walter A. Berendsohn: Der Freiheitskampf gegen die Trinksitten, 1922
- John Ulrich Schroeder: Im Morgenlichte der Revolution, 1923 (erste Auflage 1921 in einem anderen Verlag)
- Walter A. Berendsohn: Die Ethik studentischen Lebens, [1923]
- Erich Lüth: Die Entfesselung der Schule, [1923]
- Hermann Mauthe: Jugendbewegung und deutsche Volkswirtschaft, [1923]
- Gotthard Eberlein: Die verlorene Kirche, 1923
- Knud Ahlborn: Das Freideutschtum in seiner politischen Auswirkung, [1923]
- Ernst Neumann: Begriff und Wege der Sozialisierung, [1924]
- Paul Honigsheim: Revolutionierung deutscher Volksbildung, 1924
- Die Politik der jungen Generation [1924]
- Reinhard Strecker: Amerika als Erzieher, [1924]
- Otto Zirker: Der Gefangene. Neuland der Erziehung in der Strafanstalt, 1924, 2. Auflage 6.–10. Tsd., 1934 verboten
- Paul von Schoenaich: Vom Chaos zum Aufbau!, [1924]
- Friedrich Franz von Unruh: Gesinnung, 1924, über die Fronterlebnisse seines Bruders Fritz von Unruh
- Fritz Dehnow: Zur Erneuerung der Rechtspflege, 1925
- Paul von Schoenaich: Mein Damaskus, 1925

### Hamburg-Bergedorf 1926–1931
- Wolf Ritter-Bern: Der Drahtzaun. Aufzeichnungen des Fürsorgezöglings Günther Rodegast, 1926, nach 1933 verboten

- Paul von Schoenaich: Die Peitsche des August Schmidt, 1928
- Friedrich Franz von Unruh: Stufen der Lebensgestaltung, 1928

- Giacomo Leopardi: Gedanken, deutsch von Richard Peters, mit einem Geleitwort von Theodor Lessing, 1928, Neuauflage 1951

- Carl Paul Hiesgen: Von Verdun bis Stinnes, 1928, 1933 verboten
- Richard Hoffmann: Frontsoldaten, 1928, nach 1933 verboten
- Heinrich Brandt: Trommelfeuer. Symphonie der Kriegs-Toten, 1929, nach 1933 verboten
- Bruno Theek: S.O.S. Jugend am Kreuz, 1929, nach 1933 verboten
- Hanns Weinberg: Staatsanwalt Dennoch, 1929, nach 1933 verboten
- Gerhard Uhde: Der Bibelrekrut. Geschichte einer Jugend, 1929
- Paul von Schoenaich: Zehn Jahre Kampf für Frieden und Recht. 1918–1928, 1929, Aufsätze
- Ernst Johannsen: Vier von der Infanterie. Ihre letzten Tage an der Westfront, 1929, 20.000 verkaufte Exemplare, übersetzt in 13 Sprachen, verfilmt Westfront 1918 von G. W. Pabst 1930, nach 1933 verboten
- Ernst Johannsen: Fronterinnerungen eines Pferdes, 1929, nach 1933 verboten Digitalisat
- Otto Lehmann-Rußbüldt: Die blutige Internationale der Rüstungsindustrie, 1929, mehrere Neuauflagen, übersetzt in 10 Sprachen, nach 1933 verboten
- Heinrich Vierbücher: Armenien 1915. Was die Kaiserliche Regierung der deutschen Bevölkerung verschwiegen hat. Die Abschlachtung eines Kulturvolkes durch die Türken, 1930, übersetzt in mindestens vier Sprachen Digitalisat
- Kurt Lamprecht: Regiment Reichstag, 1931, nach 1933 verboten
- Konrad Seiffert: Brandfackeln über Polen. Vormarsch im Osten, 1931, nach 1933 verboten
- Hanns Gobsch: Wahn-Europa 1934, 1931, übersetzt in 14 Sprachen, nach 1933 verboten
- Hans Otto Henel: Eros im Stacheldraht, 1931, nach 1933 verboten
- Peter Riss: Die große Zeit. Stahlbad Anno 17, 1931, nach 1933 verboten
- Horst Hellwig: Der Mann am Faden, ein Boxer-Roman, 1931

### Berlin 1932
- Hans Otto Henel: Die Kellnerin Molly, Roman, 1932, nach 1933 verboten

### Zeitschriften und Heftreihen
Im Fackelreiter-Verlag erschienen mehrere Zeitschriften.
- Junge Menschen, 1920–1927, Jugendzeitschrift
- Junge Gemeinde, 1923–1927, Wochenblatt der republikanischen Jugend
- Junge Republik, 1923– 1924, Heftreihe mit 10 Ausgaben
- Vererbung und Geschlechtsleben, 1926, Heft 1,1, weitere Ausgaben in anderen Verlagen
- Der Fackelreiter, 1928–1929, pazifistische Zeitschrift[7]